# Nikolaus Friedreich
Nikolaus Friedreich (ur. 31 lipca 1825 w Würzburgu, zm. 6 lipca 1882 w Heidelbergu) – niemiecki patolog i neurolog.

## Życiorys
Lekarz w trzecim pokoleniu rodziny Friedreichów: jego ojciec Johann Baptist Friedreich (1796–1862) był patologiem, tak jak dziadek Nicolaus Anton Friedreich (1761–1836). Nikolaus Friedreich studiował medycynę na Uniwersytecie Juliusza i Maksymiliana w Würzburgu, gdzie jego nauczycielami byli Carl Friedrich von Marcus, Albert von Kölliker i Rudolf Virchow. W 1853 został profesorem nadzwyczajnym anatomii patologicznej Uniwersytetu w Würzburgu. Po powołaniu Virchowa na katedrę w Berlinie Friedreich objął w 1857 katedrę anatomii patologicznej w Würzburgu. W następnym roku został profesorem patologii i terapii na Uniwersytecie Ruprechta i Karola w Heidelbergu, gdzie wykładał do końca życia.
Jego uczniami byli Adolf Kussmaul, Wilhelm Heinrich Erb i Friedrich Schultze.
Zmarł nagle 6 lipca 1882 roku, po trzech latach od rozpoznania tętniaka aorty brzusznej.

## Dorobek naukowy
Friedreich badał dystrofie mięśniowe, ataksje rdzeniowe i guzy mózgu. W 1863 roku opisał chorobę znaną dziś jako ataksja Friedreicha.

## Wybrane prace
- Beiträge zur Lehre von den Geschwülsten innerhalb der Schädelhöhle. Stahel, 1853. Brak numerów stron w książce 94 ss.
- Die Krankheiten des Herzens. W: Virchow’s  Handbuch der speciellen Pathologie und Therapie. Erlangen: 1854, s. 385-530.
- Fall von Pneumonomycosis aspergillina. „Virchows  Archiv für pathologische Anatomie und Physiologie und für klinische  Medicin”. 10 (4), s. 510-512, 1856. DOI: 10.1007/BF02116589.
- Weitere Mittheilungen über Corpora amylacea in den Lungen, sowie über das Vorkommen aus phosphorsaurem Eisen bestehender Bildungen in letzteren[1] (1856)
- Corpora amylacea in den Lungen[2] (1856)
- Zur Entwickelungsgeschichte der Corpora amylacea in den Lungen[3] (1856)
- Cyste mit Flimmerepithel in der Leber. „Virchows Archiv für pathologische Anatomie und  Physiologie und für klinische Medicin”. 11 (5), s. 466-469, 1857. DOI: 10.1007/BF02012908.
- Ein neuer Fall von Leukämie. „Virchows Archiv für pathologische Anatomie und  Physiologie und für klinische Medicin”. 12 (1), s. 37-58, 1857. DOI: 10.1007/BF01938747.
- Einige Fälle von ausgedehnter amyloider Erkrankung[4] (1857)
- Die Krankheiten der Nase, des Kehlkopfes, der Trachea, der Schild- und Thymusdrüse. W: Virchow’s Handbuch der speciellen Pathologie und Therapie. 1858. Brak numerów stron w książce
- Zusammengesetzie, theilweise dermoide Eierstockscyste mit Flimmerepithel und neugebildetem Nervengewebe; constitutionelle Syphilis; ausgedehnte amyloide Erkrankung[5] (1858)
- Einiges über die Structur der Cylinder- und Flimmerepithelien[6] (1858)
- Zur Amyloidfrage[7] (1859)
- Ein Beitrag zur Pathologie der Trichinenkrankheit beim Menschen. „Virchows Archiv für pathologische Anatomie und Physiologie und für klinische Medicin”. 25, s. 399-413, 1862.
- Ein Beitrag zur Pathologie der Trichinenkrankheit beim Menschen[8] (1862)
- Ueber degenerative Atrophie der spinalen Hinterstränge, „Virchows Archiv für pathologische Anatomie und Physiologie und für klinische Medicin”, 5-6, 26, 1863, s. 391-419, 433-459, DOI: 10.1007/BF01930976, 10.1007/BF01938516.
- Ueber congenitale halbseitige Kopfhypertrophie[9] (1863)
- Ueber Ataxie mit besonderer berücksichtigung der hereditären Formen. „Virchows Archiv für pathologische Anatomie und Physiologie und für klinische Medicin”, 1863.brak numeru strony
- Ueber Kali picronitricum als Bandwurmmittel[10] (1863)
- Zur Casuistik der Neubildungen[11] (1863)
- Ueber einen Fall höchst wahrscheinlicher Extrauterinschwangerschaft mit günstigem Ausgang durch eine neue Behandlungsmethode[12] (1864)
- Zur Diagnose der Herzbeutelverwachsungen[13] (1864)
- Ueber multiple knotige Hyperplasie der Leber und Milz[14] (1865)
- Nachträgliche Bemerkung[15] (1865)
- Psammoma kystomatosum haemorrhagieum der Glandula pinealis in Combination mit Medullarsarkom[16] (1865)
- Ueber multilokulären Leberechinokokkus[17] (1865)
- Beiträge zur Pathologie des Krebses[18] (1866)
- Ueber das constante Vorkommen von Pilzen bei Diabetischen[19] (1867)
- Corpora amylacea im Auswurf. Pneumonomycosis sarcinica. Sarcine in den Sputis[20] (1867)
- Zur Casuistik der Neubildungen[21] (1867)
- Massenhafte Hämatoidinkrystalle im Auswurf[22] (1867)
- Tyrosinkrystalle im Auswurf[23] (1867)
- Ein Beitrag zur Lebensgeschichte der rothen Blutkörperchen[24] (1867)
- Der Hermaphrodit Katharina Hohmann[25] (1868)
- Hyperostose des gesammten Skelettes[26] (1868)
- Die Heidelberger Baracken für Krigesepidemien während des Feldzuges 1870 und 1871. Heidelberg: 1871. Brak numerów stron w książce
- Ueber progressive Muskelatrophie, über wahre und falsche Muskelatrophie. Berlin: 1873. Brak numerów stron w książce
- Der acute Milztumor und seine Beziehungen zu den acuten Infektionskrankheiten. W: Volkmann’s Sammlung klinischer Vorträge. Leipzig: 1874. Brak numerów stron w książce
- Paramyoklonus multiplex. „Virchows Archiv für pathologische Anatomie und Physiologie und für klinische Medicin”. 86, s. 421-430, 1881.